# Geotrupes impressus
Geotrupes impressus là một loài bọ cánh cứng trong họ Geotrupidae. Loài này được Gebler miêu tả khoa học năm 1841.